# Бартон (Північна Дакота)
Бартон (англ. Barton) — переписна місцевість (CDP) в США, в окрузі Пієрс штату Північна Дакота. Населення — 13 осіб (2020).

## Географія
Бартон розташований за координатами 48°30′32″ пн. ш. 100°10′26″ зх. д. / 48.50889° пн. ш. 100.17389° зх. д. (48.508788, -100.173821).  За даними Бюро перепису населення США в 2010 році переписна місцевість мала площу 1,13 км², з яких 0,87 км² — суходіл та 0,26 км² — водойми.

## Демографія
Згідно з переписом 2010 року, у переписній місцевості мешкало 20 осіб у 7 домогосподарствах у складі 5 родин. Густота населення становила 18 осіб/км².  Було 17 помешкань (15/км²).
Расовий склад населення:
| - 100,0 % — білих |

До двох чи більше рас належало 0,0 %. Частка іспаномовних становила 0,0 % від усіх жителів.
За віковим діапазоном населення розподілялося таким чином: 35,0 % — особи молодші 18 років, 50,0 % — особи у віці 18—64 років, 15,0 % — особи у віці 65 років та старші. Медіана віку мешканця становила 45,5 року. На 100 осіб жіночої статі у переписній місцевості припадало 185,7 чоловіків;  на 100 жінок у віці від 18 років та старших — 116,7 чоловіків також старших 18 років.
Цивільне працевлаштоване населення становило 10 осіб. Основні галузі зайнятості: науковці, спеціалісти, менеджери — 100,0 %.